# Дилдо (Канада)
Дилдо (Dildo) — невключённая территория, расположенная на полуострове Авалон острова Ньюфаундленд (Ньюфаундленд и Лабрадор, Канада). Дилдо — рыболовецкое поселение, расположено на берегу залива Тринити. Совпадая названием с разновидностью фаллоимитатора, поселение часто фигурирует в списке необычных топонимов.

## История
Территория нынешнего Дилдо была заселена минимум с III тысячелетия до нашей эры представителями Морской архаической культуры. Обнаружены следы Дорсетской культуры, датируемые VIII веком н. э. В 1613 году на этом месте обитали индейцы племени беотуки, с которыми вступил в контакт исследователь Генри Краут. Непосредственно поселение Дилдо было основано в конце XVIII века или в самом начале XIX века. Его жители занялись разработкой морских ресурсов залива Тринити: они добывали треску, ластоногих, били заходивших в бухту китов.
В 1874 году население Дилдо составляло 337 человек.
В 1878 году в Дилдо была построена первая церковь, вмещавшая 250 прихожан. В 1964 году открылась вторая церковь, более крупная.
В XX веке была построена автодорога 80, прошедшая через Дилдо.
Согласно переписи 2011 года в Дилдо проживали 1198 человек.
Согласно переписи 2021 года в Дилдо проживали 803 человека.

## Название
Местность, где расположен посёлок, носит название Дилдо минимум с 1711 года, хотя что это означает — неясно, равно как и само происхождение этого слова. Возможное объяснение — залив Тринити, на берегу которого находится поселение, своей почти правильной формой очень напоминает пробирку, которую в англоязычных странах ранее называли dildo glass. В 1711 и в 1775 годах название Дилдоу (Dildoe) фиксируется картами применительно к небольшому острову, лежащему примерно в километре к западу от поселения.
Возможно, что так местность назвал Джеймс Кук, который работал картографом в этом регионе в 1758—1762 годах, а по заявлениям некоторых его биографов, Кук иногда отличался странным чувством юмора, называя открытые им географические объекты.
В XX веке имели место несколько кампаний за смену «неприличного названия», но все они потерпели неудачу.

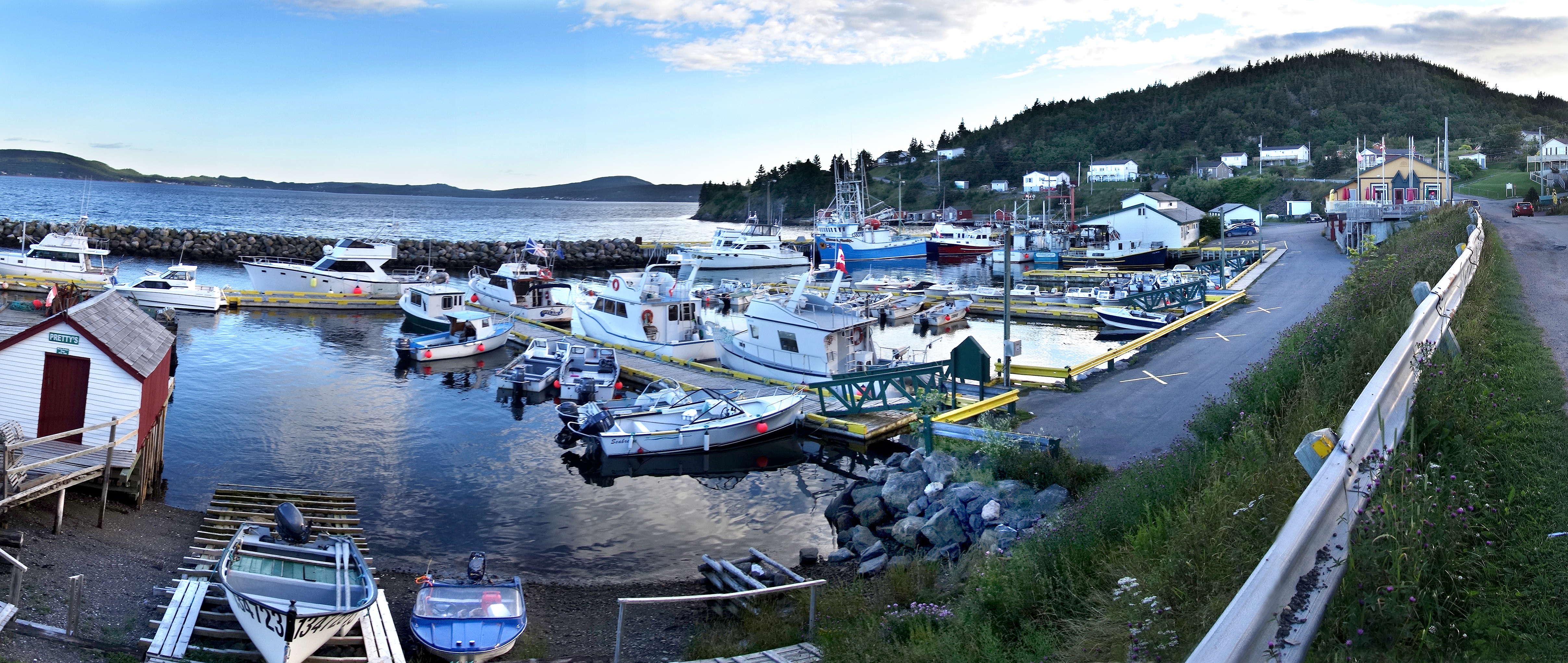
Гавань Дилдо
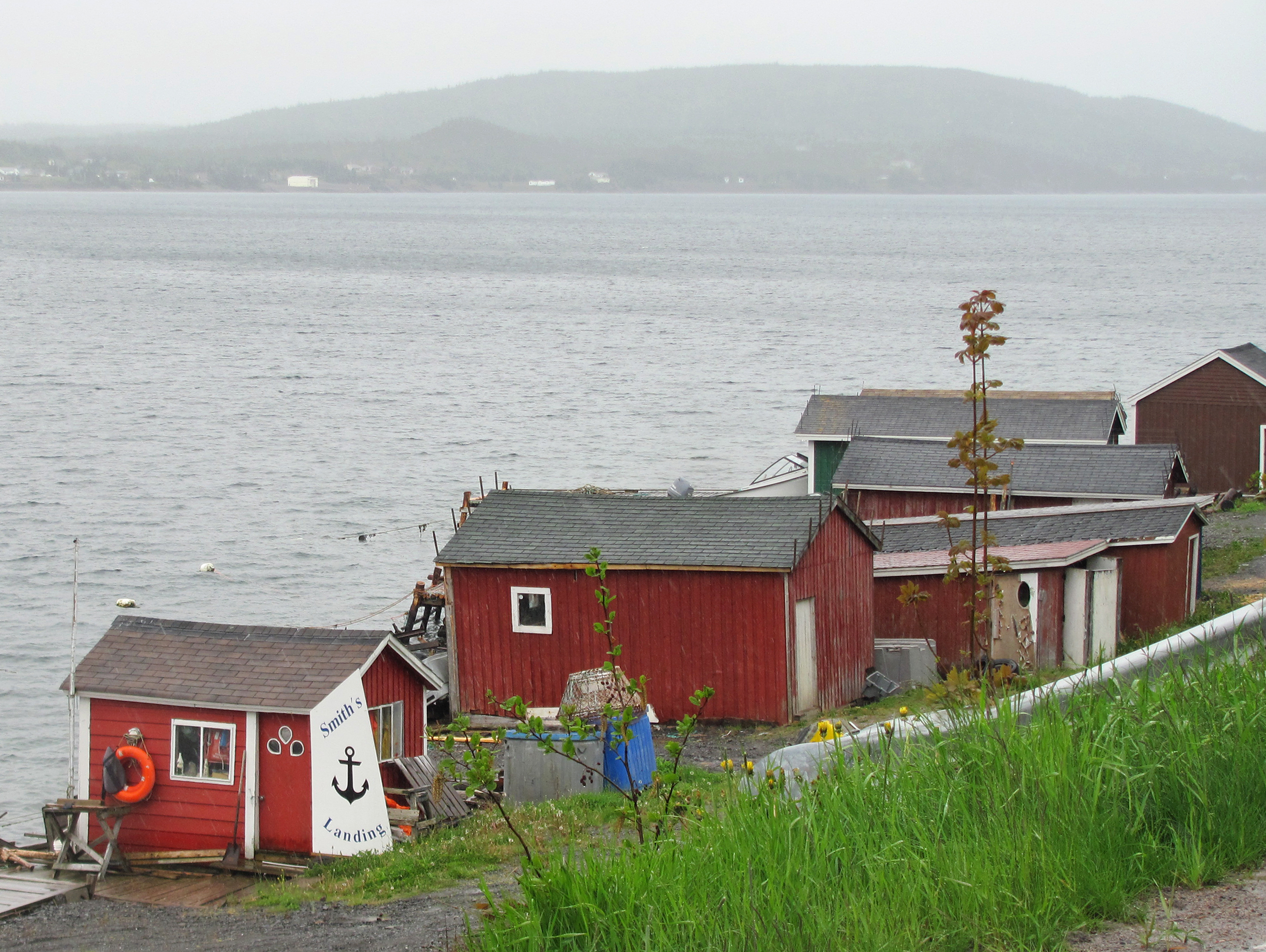
Рыбацкие домики Дилдо
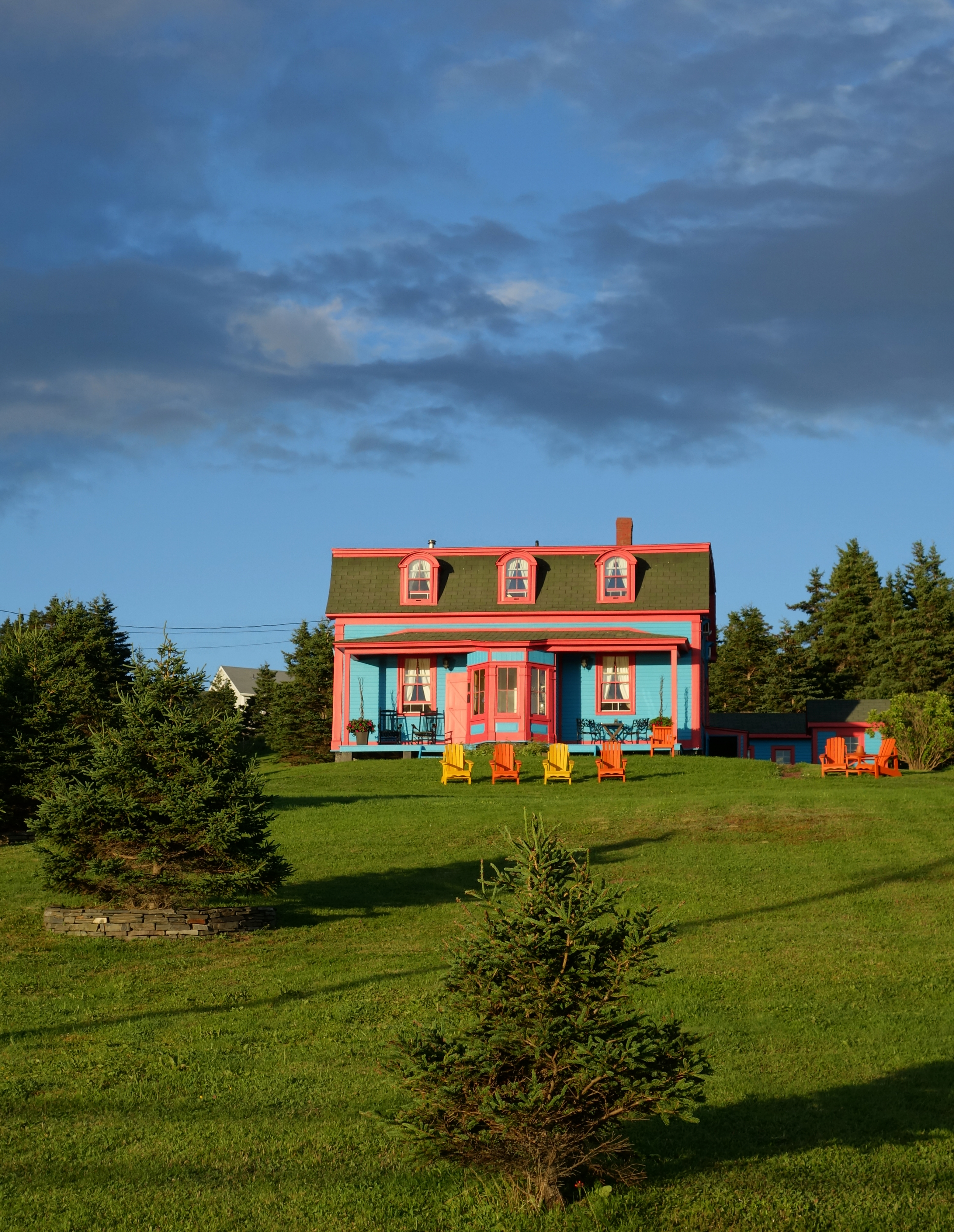
Историческая гостиница Дилдо
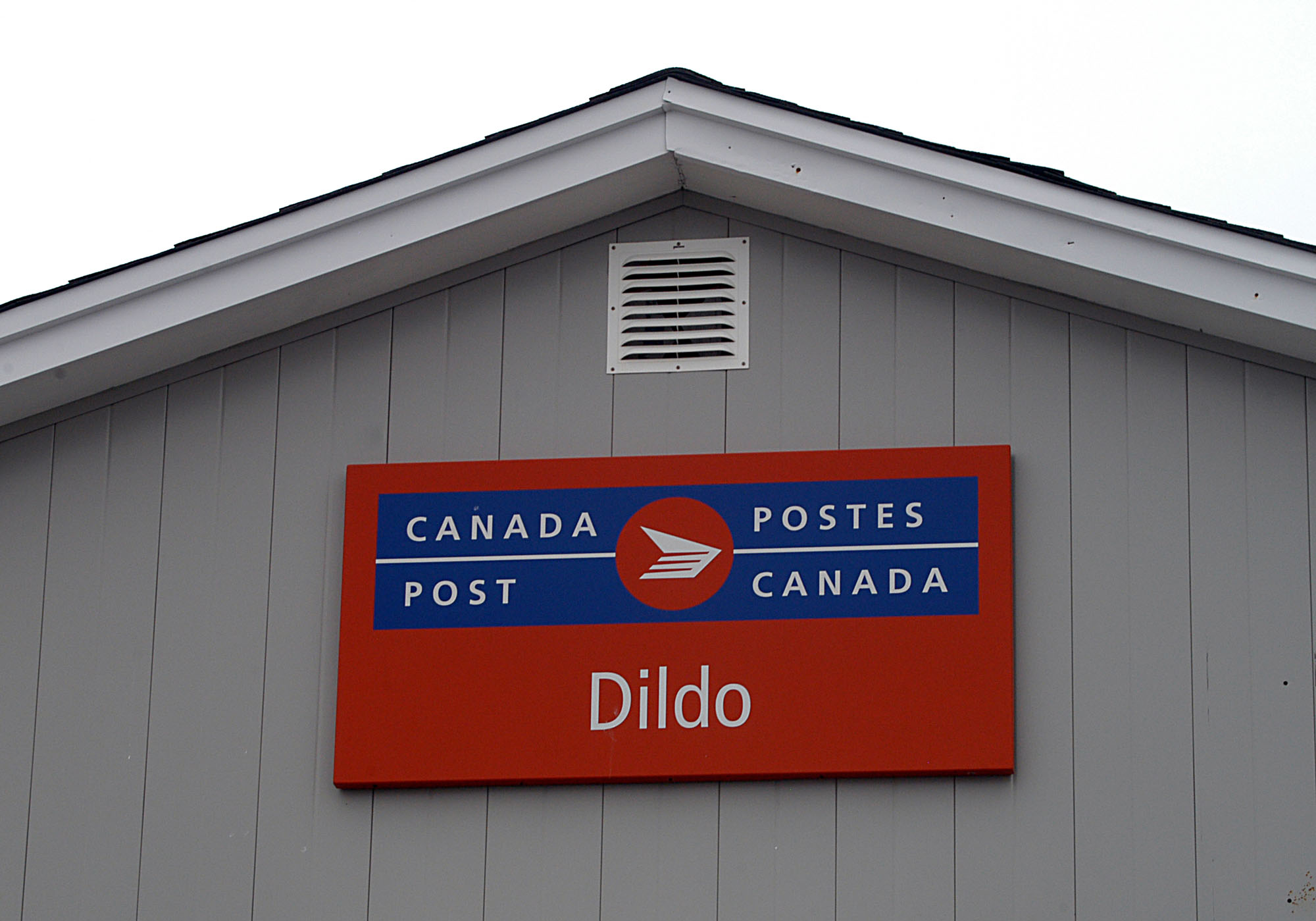
Почтовое отделение Дилдо
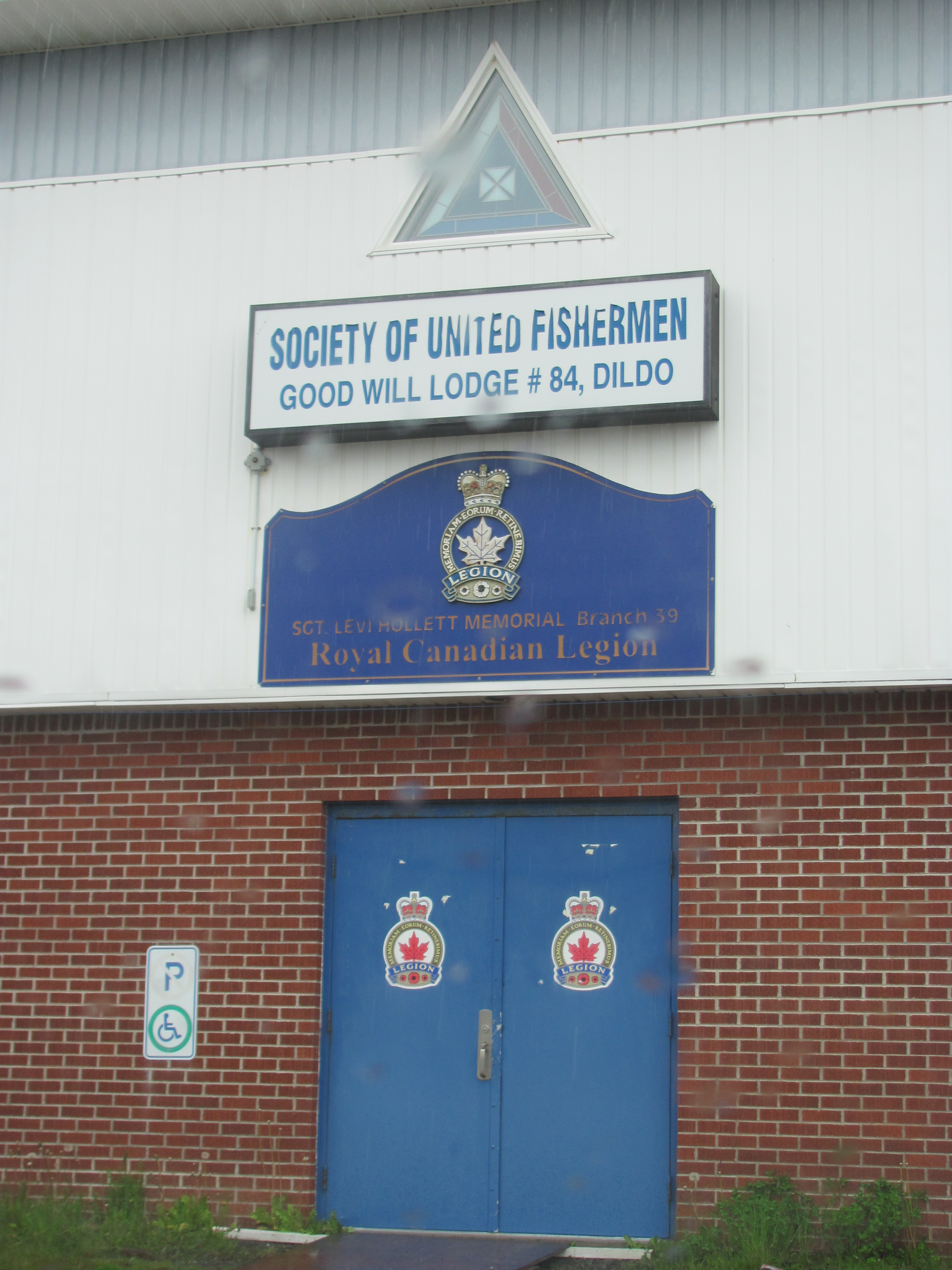
«Общество объединённых рыболовов Дилдо»
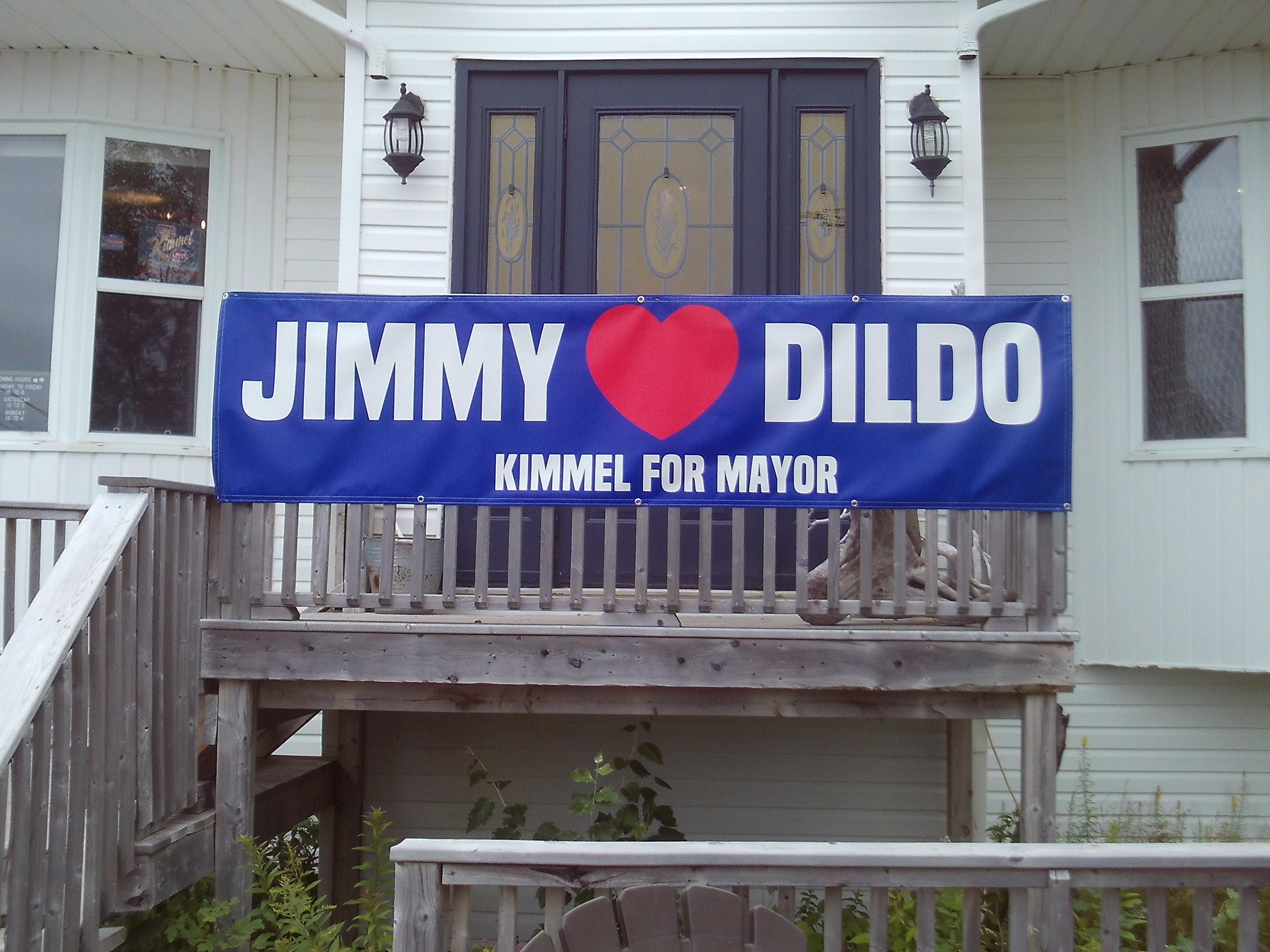
«Джимми любит Дилдо. Киммела в мэры.» В 2019 году американский комик Джимми Киммел сатирически выдвинул свою кандидатуру на пост мэра Дилдо.